# 報恩寺 (千葉県長南町)
報恩寺（ほうおんじ）は、千葉県長生郡長南町報恩寺にある真言宗智山派の寺院。山号は雲上山。院号は金剛院。本尊は阿弥陀如来。

## 歴史
この寺は、996年（長徳2年）源暹によって創建されたと伝えられ、江戸時代には朱印状が与えられ真言宗の常法談林所であった。

## 文化財
- 重要文化財（国指定）
  - 木造阿弥陀如来坐像
- 千葉県指定有形文化財
  - 梵鐘（徳治元年在銘）